# Eleições municipais em Campo Grande em 1988
As eleições municipais em Campo Grande em 1988 ocorreram em 15 de novembro, como parte das eleições em 24 estados brasileiros e nos territórios federais do Amapá e Roraima. Foram eleitos o prefeito Lúdio Coelho, a vice-prefeita Marilu Guimarães e 21 vereadores.
Nascido em Rio Brilhante, o agropecuarista Lúdio Coelho formou-se na Universidade Federal de Viçosa com curso de crédito na Universidade de Michigan, Estados Unidos, assumindo a presidência do Banco Agrícola de Dourados em 1959. Membro da UDN, perdeu a eleição para o governo de Mato Grosso numa disputa contra Pedro Pedrossian, eleito pelo PSD em  1965. Irmão de Italívio Coelho e cunhado de Saldanha Derzi, manteve fora das disputas eleitorais. Alinhou-se ao PMDB nos primeiros anos após a criação de Mato Grosso do Sul, foi nomeado prefeito de Campo Grande pelo governador Wilson Martins em 1983, filiou-se ao PTB ao fim do mandato. Derrotado na eleição para governador de Mato Grosso do Sul em 1986, recebeu o apoio da União Democrática Ruralista e venceu a disputa para prefeito de Campo Grande em 1988.
Natural de Campo Grande, a professora Marilu Guimarães é formada em Educação Física pela Universidade Federal de Mato Grosso em 1974. Produtora cultural formada em Arte e Cultura no Carnegie Hall, Ballets Arts Associates, em Nova York, presidiu o Núcleo de Desenvolvimento Comunitário (Nudescom) e atuou como empresária e jornalista. Eleita deputada estadual pelo PFL em 1986, apresentava o programa Recado na TV Morena (afiliada à Rede Globo) antes de eleger-se a vice-prefeita de Campo Grande em 1988, mandato que acumulou com o de deputada estadual. Porém, renunciou ao cargo executivo após eleger-se deputada federal pelo PTB em 1990.

## Resultado da eleição para prefeito
Foram apurados 173.439 votos nominais (86,25%), 18.611 votos em branco (9,26%) e 9.036 votos nulos (4,49%), resultando no comparecimento de 201.086 eleitores.
| Candidatos a prefeito de Campo Grande | Candidatos a vice-prefeito     | Número | Coligação                                    | Votação | Percentual |
| ------------------------------------- | ------------------------------ | ------ | -------------------------------------------- | ------- | ---------- |
| Lúdio Coelho PTB                      | Marilu Guimarães PFL           | 14     | PTB, PFL, PDS, PRP                           | 111.265 | 64,15%     |
| Plínio Martins PMDB                   | Saulo Queiroz PSDB             | 15     | União Progressista Popular (PMDB, PSDB, PDT) | 44.402  | 25,60%     |
| Nilton Servo PDC                      | Alfredo Gomes PDC              | 17     | PDC (sem coligação)                          | 8.121   | 4,68%      |
| Alcides Bartolomeu de Farias PT       | Ricardo Brandão PT             | 13     | PT (sem coligação)                           | 7.064   | 4,07%      |
| Alan da Rosa Pithan PCB               | Onofre da Costa Lima Filho PCB | 23     | PCB (sem coligação)                          | 1.117   | 0,65%      |
| Bernardo Lahdo PL                     | Júlia Fumiko Hayashi PL        | 22     | PL (sem coligação)                           | 922     | 0,53%      |
| Maria Teresa Rojas Soto Palermo PCdoB | Jairo de Alcântara PCdoB       | 24     | PCdoB (sem coligação)                        | 548     | 0,32%      |
| Fontes:                               |                                |        |                                              |         |            |

## Relação dos vereadores eleitos
O ícone  indica os que foram reeleitos.
| Candidato(a)               | Partido | Votação        |     |       |
| -------------------------- | ------- | -------------- | --- | ----- |
| Candidato(a)               | Partido | Armando Tibana | PTB | 2.678 |
| Dr. Loester                | PDT     | 2.306          |     |       |
| Flávio Renato              | PFL     | 2.148          |     |       |
| Francisco Maia             | PTB     | 2.132          |     |       |
| José da Cruz Bandeira      | PTB     | 2.126          |     |       |
| Antônio Ribeiro Arruda     | PFL     | 2.055          |     |       |
| Edgar Lopes de Farias      | PMDB    | 1.939          |     |       |
| Licínio Moreira de Almeida | PTB     | 1.936          |     |       |
| Antônio Parron Aranda      | PFL     | 1.848          |     |       |
| Paulo Pedra                | PTB     | 1.800          |     |       |
| Francisco Giordano Neto    | PTB     | 1.716          |     |       |
| João Pereira da Silva      | PMDB    | 1.709          |     |       |
| Antônio Braga              | PTB     | 1.701          |     |       |
| Dr. Antonio Cruz           | PFL     | 1.680          |     |       |
| Valdir Gomes               | PTB     | 1.614          |     |       |
| Aluízio Borges             | PTB     | 1.529          |     |       |
| Rui de Oliveira Luiz       | PMDB    | 1.403          |     |       |
| Elias Dib                  | PMDB    | 1.310          |     |       |
| Vicente Barros             | PMDB    | 1.303          |     |       |
| Frederico Valente          | PMDB    | 1.241          |     |       |
| Wilson Oshiro              | PMDB    | 1.236          |     |       |
| Fontes:                    |         |                |     |       |